# 般奴·艾華頓·古亞度斯
般奴·艾華頓·古亞度斯（Bruno Everton Quadros，1977年2月3日—）一般称作古亞度斯，生于里約熱內盧，巴西职业足球运动员，现效力于日本職業足球联赛球会FC東京队。